# François Marie Hyacinthe Dahirel
François Marie Hyacinthe Dahirel (Ploërmel, 15 octobre 1804 - Cannes, 6 février 1875) est un homme politique français.

## Biographie
Fils de François-Mathieu-Marie Dahirel et petit-fils du député Joseph-Golven Tuault de La Bouverie, sénéchal de Ploërmel, Hyacinthe Dahirel fait ses études à Pontivy et est ami d'Émile Souvestre et Ange Guépin. Il fait ensuite ses études de droit à Rennes.
Il entre dans la magistrature sur la fin du règne de Charles X. Il donne sa démission pour ne pas servir le gouvernement de Juillet, se fait inscrire au barreau de Lorient et devint bâtonnier de son ordre. Conservateur et royaliste militant, il fut élu, le 23 avril 1848, représentant du Morbihan, à l'Assemblée constituante. Dahirel fit partie de la droite légitimiste.
Après l'élection présidentielle de Louis-Napoléon Bonaparte, il soutint la politique de l'Élysée à l'intérieur et dans les affaires de Rome, se prononça contre l'amnistie et pour l'interdiction des clubs. Réélu représentant du Morbihan à l'Assemblée législative, le 13 mai 1849, il se montra des plus hostiles à la République et s'associa à la politique de la majorité. En 1851, il combattit les menées de l'Élysée, protesta contre le coup d'État du 2 décembre 1851, et passa dans la retraite toute la durée de l'Empire. 
Il épouse Marine Andrieux, demi-sœur de son ancien condisciple Aristide Andrieux, industriel papetier de Pleyber-Christ.
Les élections du 8 février 1871 rendirent Dahirel à la vie publique. Il fut élu représentant du Morbihan à l'Assemblée nationale. Membre de l'extrême droite, il vota pour la paix, pour les prières publiques, pour l'abrogation des lois d'exil, se signala, par son éloignement pour toute compromission avec les partis modérés, et fut, le 20 janvier 1872, un des onze représentants qui repoussèrent un ordre du jour de Batbie, favorable à Thiers. Peu de jours après, il accentua encore l'expression des mêmes sentiments, en déposant une proposition relative aux communications du chef du pouvoir exécutif à l'Assemblée ; c'était une attaque personnelle extrêmement vive contre le chef du pouvoir, et la majorité, n'osant pas en prononcer l'adoption, se borna à en ajourner l'examen. Dahirel fut le seul qui repoussa le projet d'emprunt national pour la prompte libération du territoire (15 juillet). 
En 1873, il prit une part active au renversement de Thiers et se mêla aux combinaisons qui tendaient à rétablir en France la royauté. Après l'insuccès de ces combinaisons, il ne voulut point voter le septennat, et témoigna, en plusieurs circonstances, d'une irritation marquée contre les chefs du parti orléaniste, qu'il accusait d'avoir fait obstacle au retour du « comte de Chambord ». Il vota donc, en mai 1874, pour le renversement du cabinet de Broglie, et, la même année, il déposa une motion demandant que l'Assemblée fut appelée à se prononcer sur la forme du gouvernement de la France. Il repoussa les propositions Périer et Maleville, puis, étant tombé malade avant la fin de la législature, il se rendit à Cannes, où il mourut.

## Pour approfondir